# Chichu Art Museum
Das Chichu Art Museum (japanisch 地中美術館, Chichū Bijutsukan) ist ein Kunstmuseum auf der Insel Naoshima in der Präfektur Kagawa, Japan. Es wurde 2004 eröffnet und von dem Architekten Tadao Andō entworfen. Der Name „Chichu“ bedeutet „unter der Erde“, was die besondere Architektur des Gebäudes widerspiegelt: Es ist größtenteils unterirdisch gebaut, um die natürliche Landschaft der Insel und den Blick auf den Seto-Inlandsee zu bewahren. Das Chichu Art Museum wird als Gesamtkunstwerk betrachtet. Die Architektur, die Kunst und die Natur bilden eine untrennbare Einheit.

## Geschichte

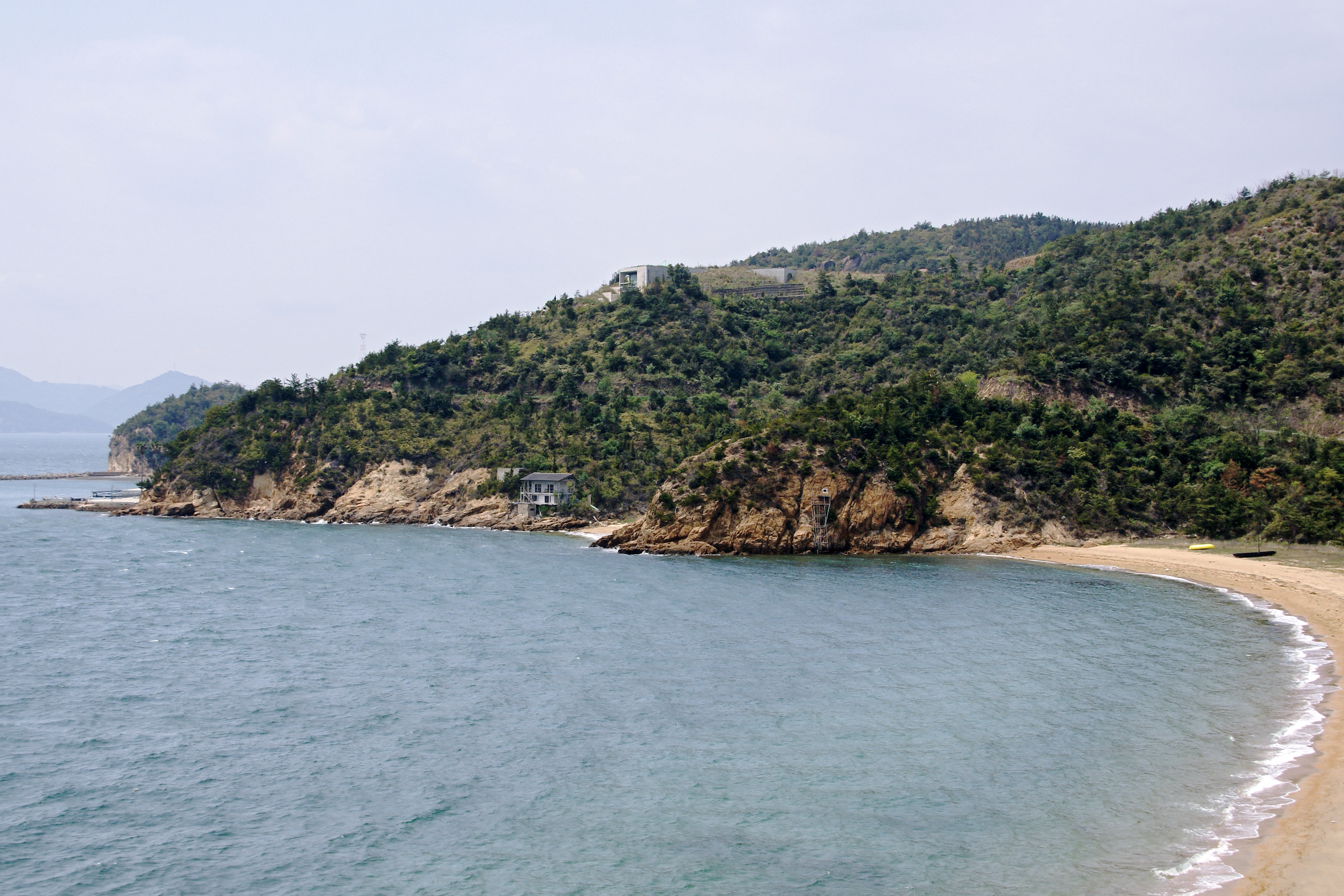
Chichu Art Museum. Blick vom Strand

Auf der Insel Naoshima befindet sich seit 1992 das Naoshima Contemporary Art Museum, das die 800 Hektar große Insel über dem japanischen Binnenmeer – südwestlich von Osaka und nur mit der Fähre zu erreichen – zu einem kulturorientierten Reiseziel gemacht hat. Früher wurde der nördliche Teil der Insel von einer Raffinerie genutzt, aber als der Verleger Benesse den südlichen Teil mit dem Museum und drei Jahre später mit einem Hotel bebaute, änderte sich der Charakter der Insel. Die Erben des Verlegers Fukutake setzen auf der Insel Naoshima vor der Küste Japans dessen Lebenstraum in die Tat um. In einer weitläufigen Anlage werden Skulpturen, Installationen und Kunstwerke im Freien präsentiert. Auf dem Privatbesitz befinden sich zudem Künstlerhäuser, in denen Werke von James Turrell ausgestellt sind. Turrell ist ein Künstler, der sich seit mehr als 50 Jahren mit der Wahrnehmung von Licht auseinandersetzt. Er macht Licht als künstlerisches Medium erlebbar, wobei er seine Kunst als Perceptual Art, als Kunst der Wahrnehmung, bezeichnet. In begehbaren Installationen flutet der Künstler mit Licht, das in sanfte Farben oder intensiv glühendes Licht übergeht, wodurch die Grenzen der Wahrnehmung erreicht werden.
Das 2500 Quadratmeter große Kunstmuseum von Chichu ist das touristische und kulturelle Aushängeschild des Ortes und beherbergt Werke von nur drei Künstlern: dem Impressionisten Claude Monet und den zeitgenössischen Künstlern Walter De Maria und James Turrell.

## Architektur
Das Museum besteht aus zwei Flügeln: Im einen befinden sich der Eingangsbereich und die Nebenräume, im anderen die eigentlichen Ausstellungsräume. Der Besucher betritt das Gebäude über eine Stahlbetonwand, die als Haupteingangsfassade dient und leicht aus dem Hang herausragt. Nachdem er sie durch ihre einzige Öffnung durchquert hat, gelangt er über einen grabenartigen Weg in die Lobby, wo er im Halbdunkel auf einen Rundgang zwischen Betonwänden vorbereitet wird, der durch die Präsenz von Tageslicht in Szene gesetzt wird. Noch im Eingangsbereich markiert ein abgesenkter quadratischer Hof die erste Begegnung mit der Erde: Hier wachsen Halme einer dem Bambus verwandten Art. Wie in traditionellen japanischen Gärten üblich, kann dieser Hof nicht betreten werden, aber der Besucher kann ihn auf allen vier Seiten umrunden und dabei verschiedene Perspektiven genießen.
Von hier aus führt ein zweiter Graben in den dreieckigen Innenhof, der sich bereits im Ausstellungstrakt befindet und die Galerien der drei Künstler miteinander verbindet. Dieser Hof, der höchste des Museums, ist durch die diagonalen Risse an seinen Seiten zu bewundern. Sowohl der Kurator des Museums – im Fall von Monet – als auch die beiden anderen Künstler haben aktiv an der Gestaltung der Räume mitgewirkt, die sie zu bespielen hatten. Der Beton, der immer sichtbar bleibt, soll neutrale Räume schaffen, in denen das Licht und die abwechselnde Präsenz des Himmels und der ausgestellten Werke den Rundgang bestimmen.
Von außen sind nur die Betonrahmen wahrnehmbar, die die Höfe bilden und als zufällig auf dem Boden verteilte geometrische Figuren sichtbar sind. Auf diese Weise bleibt die Schönheit der umgebenden Landschaft mit den angrenzenden Salzwiesen und dem Blick auf das Binnenmeer erhalten.

## Konzept
Obwohl der größte Teil des Museums unterirdisch liegt, dringt viel natürliches Licht ein, wodurch sich das Erscheinungsbild der Kunstwerke und die Atmosphäre des Betonraums selbst im Laufe des Tages und der vier Jahreszeiten verändern. Tadao Ando hat für das Chichu Art Museum einen brutalistischen Ansatz gewählt. Er hat Beton verwendet, um klare Linien und Dekorationen zu schaffen. Die Details sind einfach, zum Beispiel gibt es im Museum keine Bilder oder andere Dekorationen. Im Untergeschoss wurden Formen von besonderer Strenge sowie Materialien von herausragender Eigenheit verwendet. Die Gestaltung des Raumes ermöglicht den Besucherinnen und Besuchern, das Kunstwerk in seiner Gesamtheit zu erleben, obwohl sie sich unter der Erde befinden. Das Konzept ist als kühn zu bezeichnen und fokussiert sich ausschließlich auf das Kunstwerk. Dabei wird eine ästhetische Wirkung erzielt, die durch die räumliche Situation sowie die verwendeten Materialien intensiviert wird.

## Sammlung
Das Museum beherbergt eine permanente Sammlung von Werken dreier Künstler:
- Claude Monet, dessen Seerosen-Gemälde in einem speziell gestalteten Raum ausgestellt sind, um eine meditative Atmosphäre zu schaffen: Les Nymphéas, 1914–1917, Öl auf Leinwand, 200 × 200 cm; Les Nymphéas, Reflexionen über Weiden, 1916–1919,  Öl auf Leinwand, 100 × 200 cm; Étang des nymphéas, 1917–1919, Öl auf Leinwand, 100 × 200 cm; Étang des nymphéas, c.1915–1926, Öl auf Leinwand, Diptychon, jeweils: 200 × 300 cm.
- James Turrell, Lichtinstallationen: Afrum, Pale Blue, 1968 – Projektor; Open Field, 2000 – Fluoreszenzlicht, Neonröhre; Open Sky, 2004 – LED, Xenonlampe
- Walter De Maria, dessen monumentale Installation Time/Timeless/No Time (Granit, Mahagoni, Blattgold, Beton) in einem großflächigen Raum untergebracht ist.

Das Museum ist ganzjährig geöffnet, erfordert jedoch eine vorherige Reservierung. Die Anzahl der Besucher wird bewusst limitiert, um die Atmosphäre zu bewahren und jedem Gast ein intensives Erlebnis zu ermöglichen.